# Kyzylorda Airport
Kyzylorda Airport är en flygplats i Kazakstan.   Den ligger i oblystet Qyzylorda, i den centrala delen av landet, 900 km sydväst om huvudstaden Astana. Kyzylorda Airport ligger 129 meter över havet.
Terrängen runt Kyzylorda Airport är mycket platt.  Trakten runt Kyzylorda Airport är nära nog obefolkad, med mindre än två invånare per kvadratkilometer. Närmaste större samhälle är Qyzylorda, 17,2 km norr om Kyzylorda Airport. Trakten runt Kyzylorda Airport består i huvudsak av gräsmarker.